# Euphlyctis
Euphlyctis es un género de anfibios anuros de la familia Dicroglossidae que se distribuyen por el sur de Asia, desde la península arábiga hasta la península de Malaca.

## Lista de especies
Se reconocen las siguientes ocho especies:
- Euphlyctis aloysii Joshy, Alam, Kurabayashi, Sumida & Kuramoto, 2009
- Euphlyctis cyanophlyctis (Schneider, 1799)
- Euphlyctis ehrenbergii (Peters, 1863)
- Euphlyctis ghoshi (Chanda, 1991)
- Euphlyctis hexadactylus (Lesson, 1834)
- Euphlyctis kalasgramensis[2] Howlader, Nair, Gopalan & Merilä, 2015
- Euphlyctis karaavali Priti, Naik, Seshadri, Singal, Vidisha, Ravikanth & Gururaja, 2016
- Euphlyctis mudigere Joshy, Alam, Kurabayashi, Sumida & Kuramoto, 2009